# TDRS Music
Travis Dickerson Recording Studios Music é uma gravadora fundada pelo músico e produtor Travis Dickerson. A gravadora é caracterizada pela maneira de vender gravações. Toda gravação vendida é mandada diretamente para o comprador.
Passando-se os anos, a TDRS tem lançado muitos álbuns e em 2007, Buckethead apresentou muitas pinturas artísticas sobre o site da TDRS, que vendia camisas, posters e stickers sobre o artista. A gravadora vende principalmente CDs normais, e tem uma Loja Virtual com preços reduzidos e outros materiais.

## Artistas
- All-4-One
- Bill Laswell
- Buckethead
- Burton Dickerson
- Camille Bright-Smith
- Cornbugs
- D. J. Bonebrake
- Eliza Gilkyson
- Everblue
- Jethro Tull
- Linda Ronstadt
- Lindy Dickerson
- Lysa Flores
- Michael Blake
- Phil Alvin
- Shin Terai
- Thanatopsis
- The Plimsouls
- Thread
- Tony Gilkyson
- Viggo Mortensen
- Vince DiCola